# 高岡町 (宮崎県)
高岡町（たかおかちょう）は2005年（平成17年）12月31日まで宮崎県の中部に存在していた町である。古くは郡役所が置かれ、出先機関も集まる東諸県地区の中心地であった。2006年（平成18年）1月1日、宮崎市に編入され、宮崎市の合併特例区となり、5年後の2011年（平成23年）には地域自治区に移行した。

## 地理
町の中央を東西に大淀川が流れている。平地部は主に大淀川沿いにあり、それを挟むように全体的に低めの山地が広がっている。
当地域は、古くは「久津良名（くつらみょう）」と呼ばれ、日向伊東氏の伊東四十八城の1つ内山城があった。その後薩摩の島津氏支配下となり、同氏が1600年（慶長5年）の関ヶ原の戦いに敗れて以降、当地域は勢力圏東辺部防衛の要衝として重視され、内山城を天ヶ城と改称して麓に配下の武士730余戸を移住させた。これ以後、薩摩外城制における「高岡郷」として発展することとなった。高岡の麓（ふもと）地区には現在も武家屋敷の門や石垣など、当時の街並みが残されている。

## 歴史
- 1889年5月1日 - 町村制施行に伴い東諸県郡高岡町、高浜村、花見村、五町村、内山村、浦之名村、飯田村が合併し高岡村が発足。
- 1920年4月1日 - 高岡村が町制施行し高岡町となる。
- 1942年3月27日 - 狩野地内で宮崎駅発小林町行きの省営バスが大淀川に転落。死者5人、重軽傷者28人。対向車を避けた場所の地盤が緩く14mの崖から転落したもの[5]。
- 1948年
  - 4月1日 - 字野崎を分離し宮崎郡田野村に編入。
  - 9月15日 - 字東原・鹿毛を分離し田野村に編入。
- 1955年3月10日 - 西諸県郡野尻町大字紙屋の瀬越地区を編入。
- 1955年4月1日 - 高岡町・東諸県郡穆佐村が合併し高岡町を新設。
- 1990年12月20日 - 宮崎市と境界変更。
- 2002年1月30日 - 宮崎市と境界変更。
- 2006年1月1日 - 宮崎市に編入され合併特例区「高岡町」となる。
- 2011年1月1日 - 合併特例区の設置期間が終了し地域自治区「高岡」となる。

## 行政
- 区長（兼・高岡区域担当助役）：加藤忠芳（2006年から2年間）
- 宮崎市との合併問題で前町長に対するリコールが起き、2005年3月20日に住民投票が行われ、賛成多数で解職された。

町長
- 石神啓吾

## 経済

### 産業
基幹は農業である。特にミカン、キュウリの生産が目立つ。

## 姉妹都市・提携都市
- 報恩郡（大韓民国） - 1993年8月6日姉妹都市提携

## 地域

### 地名
地名については宮崎市の地名#平成の大合併を参照。

### 教育

#### 保育園・幼稚園
- 東高岡保育園
- 天ヶ城保育園
- たかふさ保育園
- 穆佐保育園
- 高岡中央保育園
- 高岡幼稚園
- うちやま幼保連携型認定こども園

#### 小学校
- 高岡町立高岡小学校
- 高岡町立穆佐小学校
- 高岡町立去川小学校（2009年閉校）
- 高岡町立浦之名小学校（2019年閉校）

#### 中学校
- 高岡町立高岡中学校

## 交通

### 鉄道
町内を鉄道路線は走っていない。最寄り駅は、JR九州日豊本線宮崎駅または南宮崎駅。

### 路線バス
南宮崎駅向かいの宮交シティバスセンターから宮崎交通バス宮林線が毎時1本程度、同町までの区間便も毎時1本程度と合わせて毎時2本程度運行されている。

### 道路
一般国道
- 国道10号
- 国道268号

都道府県道
- 宮崎県道13号高岡郡司分線
- 宮崎県道24号高鍋高岡線
- 宮崎県道28号日南高岡線

道の駅
- 高岡

## 施設
- 宮崎市役所 高岡総合支所
- 高岡警察署
- 森林技術・支援センター(九州森林管理局)
- 宮崎市高岡交流プラザ
- 高岡地区農村環境改善センター(高岡図書室)

## 名所・旧跡・観光スポット・祭事・催事

### 名所・旧跡・観光スポット
- 天ヶ城公園
  - 天ヶ城（宮崎市の史跡）
- 宮崎市天ヶ城歴史民俗資料館
- 月知梅
- 去川のイチョウ
- 去川の関
- 維新傑士坂本竜馬先生御宿泊の地
- 高岡温泉 やすらぎの郷
- 瓜田自然プール
- 湯の谷温泉（2020年4月29日閉鎖[6]）
- 高岡麓と石垣、武家門
- 長野家・本吉家の二棟の武家住宅
- 大将軍神社
- 穆佐城（国の史跡）

### 祭事・催事
- 月知梅うめまつり（2月）
- 月知梅ロードレース（3月）
- 天ヶ城公園さくらまつり（3月下旬）
- 瓜田自然プールオープン（7月中旬～8月下旬）
- たかおか夏まつり（8月）
- ふるさと産業文化まつり（11月上旬）

## 出身有名人
- 高木兼寛 - 海軍軍医大監、東京慈恵会医科大学創設者、海軍カレー導入
- 松下新平 - 参議院議員（4期）、総務副大臣兼内閣府副大臣（第3次安倍第1次改造内閣）、国土交通大臣政務官（第2次安倍内閣）、宮崎県議会議員（2期）を務めた。